# Per la pace perpetua
Per la pace perpetua (Zum ewigen Frieden. Ein philosophischer Entwurf) è un'opera di filosofia politica scritta da Immanuel Kant nel 1795. Kant presenta il suo scritto come un ipotetico trattato di pace, che dovrebbe impedire il verificarsi di qualsiasi conflitto futuro. Il progetto kantiano è filosofico, non giuridico: non vuole costruire un ordinamento giuridico internazionale volto a mantenere la pace, ma una pratica politica repubblicana a livello statuale e internazionale che mantenga aperto il mutamento politico.
L'opera definitiva, pubblicata per la prima volta in Germania, è strutturata in 6 articoli preliminari e 3 articoli definitivi, seguiti da due supplementi (in cui indaga lo stato di natura conflittuale e riprende la questione della "clausola salvatoria" per i filosofi) e in conclusione due appendici (sulla discordanza e sull'accordo tra morale e politica), attorno a cui si svolge la riflessione del pensatore.

## Origine del Progetto di pace perpetua di Kant
Kant trasse ispirazione dalla Rivoluzione americana che si concretizzò nella Dichiarazione d'indipendenza degli Stati Uniti d'America e nella Costituzione federale, nonché dalla Rivoluzione francese che culminò nella Dichiarazione universale dei diritti umani. Ciò ai suoi occhi dimostrava che i popoli coltivavano idee di libertà e giustizia e che tentano di tradurle in forme storiche concrete.
Purtuttavia, con la pace di Basilea la Francia rivoluzionaria stringeva un accordo, in gran parte segreto, con la Prussia. La differenza ideologica tra i due paesi rendeva chiaro che si trattava di una tregua, più che di una vera e propria pace. Per questo, Kant pensò che le sue idee potessero trasformare una tregua bilaterale tra stati con regimi politici opposti in una pace più ampia e duratura. Kant adottò la formula del Progetto, già usata da numerosi autori e, in particolare, dall'Abate di Saint-Pierre e da Jean-Jacques Rousseau.

## Articoli preliminari per la pace perpetua fra Stati
1. Nessuna conclusione di pace, che sia stata fatta con la riserva segreta della materia di una guerra futura, deve valere come tale. Una conclusione fatta con la riserva segreta di una guerra futura non può definirsi pace, ma rappresenterebbe solamente un armistizio.
2. Nessuno Stato che sussiste in modo indipendente deve poter essere acquistato da un altro per eredità, permuta, compravendita o donazione. Uno Stato non deve essere comprato o venduto in alcun modo: uno Stato non è una proprietà ma un insieme di esseri umani, comprare uno Stato significa oltrepassare la volontà delle persone che vivono nello stato, le uniche a cui si potrebbe imputare la proprietà.
3. Gli eserciti permanenti (miles perpetuus) devono col tempo del tutto cessare. Essendo la guerra l'unica finalità di questi eserciti, essi istigano alla guerra. Inoltre un esercito permanente comporta una spesa economica rilevante e spesso l'unica soluzione che uno stato ha per liberarsi da questo peso economico è fare guerra.
4. Non si devono fare debiti pubblici in relazione a conflitti esterni dello Stato. La guerra è una spesa e non un investimento, indebitarsi per fare guerra risulta una doppia spesa a cui, in caso di esito negativo, uno Stato non può fare fronte.
5. Nessuno Stato deve interferire con la forza nella costituzione e nel governo di un altro Stato.
6. Nessuno Stato in guerra con un altro deve permettersi ostilità tali da rendere impossibile la fiducia reciproca nella pace futura: come l'impiego di sicari (percussores), di avvelenatori (venefici), l'infrazione della resa, l'istigazione al tradimento (perduellio) nello stato con cui si è in guerra etc. Anche durante una guerra deve rimanere fiducia nella disposizione d'animo del nemico.

## Articoli definitivi per la pace perpetua tra stati
- Diritto interno: in ogni Stato la costituzione civile deve essere repubblicana.

Kant ritiene che la popolazione, che subisce direttamente i danni provocati dalle guerre, abbia meno interesse a consentirla, a differenza di un tiranno.
La costituzione repubblicana è istituita, inoltre, secondo il principio della libertà di ciascuno in quanto uomo, il principio della dipendenza di ogni suddito da un'unica comune legislazione (cioè l'uguaglianza formale davanti alla legge), il principio dell'uguaglianza di tutti i cittadini (cioè il suffragio universale). Inoltre la repubblica deve presentare la separazione dei poteri, mentre lo sviluppo repubblicano dello Stato, deve essere realizzato dall'interno, senza nessun intervento esterno, cosa questa esplicitamente vietata dal V articolo preliminare.
- Diritto internazionale: il diritto internazionale deve essere fondato su un federalismo di liberi Stati.

La libertà di uno Stato è garantita dal non intervento di Stati esterni. Questo punto si ricollega al V articolo preliminare: lo sviluppo repubblicano dello Stato deve essere realizzato dall'interno, senza nessun intervento.
- Diritto cosmopolitico: il diritto cosmopolitico deve essere limitato alle condizioni dell'ospitalità universale.

Il diritto cosmopolitico deve essere limitato al diritto per ciascuno di muoversi liberamente e proporre relazioni commerciali con i cittadini di altri Stati: chi è ospite non può minacciare o disgregare l'esistenza dello Stato in cui è ospitato ma nello stesso tempo si garantisce all'ospite, fino a quando dimostra un comportamento pacifico, il diritto di non essere trattato ostilmente. In realtà Kant, pur sostenendo "l'originaria proprietà comune della terra" (e in ciò consiste il suo cosmopolitismo) afferma il  solo "diritto di visita", non il "diritto di ospitalità", secondo una concezione che costituisce un importante contributo per l'internazionalismo liberale.

## Primo supplemento. Garanzia della pace perpetua
Tale garanzia viene fornita dalla Natura, “dal cui corso meccanico scaturisce evidente la finalità di trarre dalle discordie degli uomini, anche contro la loro volontà, la concordia”. La pace perpetua è il frutto necessario delle guerre.

## Secondo supplemento. Articolo segreto per la pace perpetua
Questo articolo è stato inserito nella seconda edizione (1796).
Il principio è il seguente: “Le massime dei filosofi circa le condizioni che rendono possibile la pace pubblica devono essere prese in considerazione dagli Stati armati per la guerra”.
Con queste parole Kant non vuole intendere che i filosofi diventino politici o i politici filosofeggino, ma appare piuttosto come un invito al dialogo: è importante il libero confronto delle idee.

## Appendice I. Sulla discordanza tra morale e politica in ordine alla pace perpetua
Il politico, in contrapposizione al filosofo, si serve delle massime sofistiche seguenti:
1. Fac et excusa. Usa la tua autorità per perseguire i tuoi scopi; la giustificazione, a fatto compiuto, si presenterà da sé in modo semplice e la violenza si lascerà scusare molto più facilmente e brillantemente che se si volessero prima meditare motivi convincenti e rimanere ad aspettare i contro-argomenti;
2. Si fecisti, nega. Nega che la colpa del male che hai commesso, per esempio per portare il tuo popolo alla disperazione e così alla rivolta, sia tua; afferma bensì che sia colpa dell'indocilità dei sudditi o anche, nell'occupazione di un popolo confinante, della natura dell'essere umano, il quale, se non previene l'altro con la violenza, può sicuramente contare sul fatto che questi prevarrà su di lui;
3. Divide et impera. Ovvero: se nel tuo popolo ci sono certi capi privilegiati che ti hanno eletto loro capo supremo (primus inter pares), dividili fra loro e separali dal popolo: sostieni allora quest'ultimo, con la simulazione di una libertà maggiore, e così tutto dipenderà dalla tua volontà incondizionata. O, nel caso di stati esteri, eccitare discordia fra loro è un mezzo abbastanza sicuro per sottometterli uno dopo l'altro, con l'apparente scopo di soccorrere il più debole.
Però, dice Kant, la vera politica non può procedere di un passo senza essersi prima assoggettata alla morale. Il diritto degli esseri umani, in sostanza, deve essere considerato sacro, anche se ciò costasse grandi sacrifici al potere dominante. Non è possibile fermarsi nel mezzo e inventare il termine medio – fra diritto e utile – di un diritto pragmaticamente condizionato; ma la politica deve inginocchiarsi davanti al diritto. E in compenso può sperare di arrivare, sebbene lentamente, al sommo grado di brillantezza costante.

## Appendice II. Dell'accordo della politica con la morale secondo il concetto trascendentale del diritto pubblico
“Tutte le azioni riferite al diritto di altri uomini, la cui massima non sia compatibile con la pubblicità, sono ingiuste”: questa proposizione è, per Kant, la formula trascendentale del diritto pubblico. Questo principio non è da considerarsi come meramente etico (appartenente alla dottrina della virtù), ma anche come giuridico (riguardante il diritto degli esseri umani).
L’autore propone infine un altro principio del diritto pubblico, trascendentale e affermativo, la cui formula potrebbe essere questa: “Tutte le massime che hanno bisogno della pubblicità (per non fallire il loro scopo) si accordano congiuntamente sia con il diritto sia con la politica”.
Infatti, se possono conseguire il loro scopo solo mediante la pubblicità, allora devono necessariamente essere conformi allo scopo generale del pubblico (la felicità). Ma se questo scopo deve essere conseguibile solo mediante la pubblicità, cioè mediante l'eliminazione di ogni diffidenza nei confronti delle sue massime, esse devono necessariamente essere in armonia anche con il diritto del pubblico; infatti in questo soltanto è possibile l'unione degli scopi di tutti.
Conclude Kant: “Se è un dovere e nel contempo una fondata speranza realizzare uno stato di diritto pubblico, anche solo mediante un’approssimazione procedente all'infinito, allora la pace perpetua, destinata a succedere a quelli che fino ad ora sono stati falsamente chiamati trattati di pace (propriamente armistizi), non è una vuota idea, bensì un compito che, assolto per gradi, si avvicina costantemente al proprio scopo (poiché i periodi di tempo nei quali si compiranno simili progressi diventano sperabilmente sempre più brevi).